# Vår randade väg
Vår randade väg är en svensk kortfilm från 1936 i regi av Gunnar Skoglund. Skoglund medverkade även som skådespelare tillsammans med bland andra Signhild Björkman. Fotografer var Martin Bodin och Gustaf Boge. Filmen producerades och distribuerades av Svensk Filmindustri. Den var 14 minuter lång och barntillåten.

## Rollista
- Signhild Björkman	– dam i bil
- Gunnar Skoglund – hennes man
- Olav Riégo – fotgängare
- Sune Holmqvist – cyklist
- Tor Åkerberg – trafikpolis

### Fotnoter
1. ↑  ”Vår randade väg”. Svensk Filmdatabas. http://sfi.se/sv/svensk-filmdatabas/Item/?itemid=37142&type=MOVIE&iv=Basic&ref=/templates/SwedishFilmSearchResult.aspx?id%3d1225%26epslanguage%3dsv%26searchword%3dv%C3%A5r+randade+v%C3%A4g%26type%3dMovieTitle%26match%3dBegin%26page%3d1%26prom%3dFalse. Läst 15 mars 2013.